# Viktor Mazin
Viktor Ivanovitj Mazin (ryska: Виктор Иванович Мазин), född 18 april 1954 i Zabajkalskij kraj, död 8 januari 2022, var en sovjetisk tyngdlyftare.
Mazin blev olympisk guldmedaljör i 60-kilosklassen i tyngdlyftning vid sommarspelen 1980 i Moskva.